# 류봉렬
류봉렬(柳鳳烈, 1939년 8월 7일~2019년 1월 7일)은 대한민국의 정치인이다. 제31·32·33대 충청북도 옥천군수를 지냈다.

## 생애
1939년 8월 7일, 일제강점기 충청북도 옥천군 옥천면에서 지역 유지 가문의 2세로 태어났다. [[대전고등학교]를 졸업한 후 충남대학교 축산학 학사, 중부대학교 대학원 행정학 석사 학쉬를 취득했였다.
공직 퇴임 이후 회사를 경영하며 대표이사를 지냈다. 1991년, 지방선거에 출마하여 옥천군의원으로 당선되었다. 당선 이후 옥천군의회 의장을 지냈다.
1995년, 제1회 전국동시지방선거에서 무소속 후보로 충청북도 옥천군수 선거에 출마하여 당선되었다.
1998년, 제2회 전국동시지방선거에서 새정치국민회의 후보로 충청북도 옥천군수 선거에 출마하여 당선되었다. 2002년 제3회 전국동시지방선거에서 새천년민주당 후보로 충청북도 옥천군수 선거에 출마하여 당선되었다.
2019년, 지병을 앓고 있던 중 급성 폐렴에 걸려 타계했다.

## 역대 선거 결과
|  | 37.4% |

|  | 44.47% |

|  | 65.67% |

|  | 40.67% |